# Mark Croghan
Mark Croghan (Mark Duane Croghan; * 8. Januar 1968 in Akron, Ohio) ist ein ehemaliger US-amerikanischer Hindernisläufer.
Bei den Weltmeisterschaften 1991 in Tokio schied er im Vorlauf aus, und bei den Olympischen Spielen 1992 in Barcelona erreichte er das Halbfinale.
Beim Finale der Weltmeisterschaften 1993 in Stuttgart wurde er in seiner persönlichen Bestzeit von 8:09,76 min Fünfter, obwohl sich sein Schuh nach dem ersten Sprung in den Wassergraben aufzulösen begann. Nach einem Vorrunden-Aus bei den Weltmeisterschaften 1995 in Göteborg wurde er Fünfter bei den Olympischen Spielen 1996 in Atlanta und Sechster bei den Weltmeisterschaften 1997 in Athen.
Übertraining, Verletzungen und eine Eisenmangelanämie brachten seine Karriere nach 1998 zum Stillstand. Zwar qualifizierte er sich für die Olympischen Spiele 2000 in Sydney, schied aber im Vorlauf aus.
Fünfmal wurde er US-amerikanischer Meister (1991, 1994–1997).
Mark Croghan ist 1,75 m groß und wog zu seiner aktiven Zeit 60 kg. Der Absolvent der Ohio State University wurde von Lee LaBadie trainiert. Er ist seit 1997 verheiratet und Vater zweier Söhne.